# Mad City
Mad City (prt: Cidade Louca; bra: O Quarto Poder) é um filme estadunidense de 1997 dirigido por Costa-Gavras.

## Elenco
- John Travolta ... Sam Baily
- Dustin Hoffman ... Max Brackett
- Mia Kirshner ... Laurie Callahan
- Alan Alda ... Kevin Hollander
- Blythe Danner ... sra. Banks
- Robert Prosky ... Lou Potts
- Ted Levine ...  Lemke
- Kyla Pratt ... criança